# Jürgen Mettepenningen
 (août 2025).
Si vous disposez d'ouvrages ou d'articles de référence ou si vous connaissez des sites web de qualité traitant du thème abordé ici, merci de compléter l'article en donnant les références utiles à sa vérifiabilité et en les liant à la section « Notes et références ».
Jürgen Mettepenningen, né à Tamise le 5 août 1975, est un théologien, historien de l'Église et journaliste belge.
Depuis 2010, il est le rédacteur en chef de CathoBel, association multimédia interdiocésaine belge francophone implantée à Wavre, et porte-parole de la conférence épiscopale.
En novembre 2010, Jürgen Mettepenningen démissionne de sa fonction de porte-parole à la suite de propos d’André Léonard dans le cadre de l’affaire des abus sexuels au sein du clergé, 
Il devient par la suite délégué épiscopal pour l’enseignement néerlandophone.

## Œuvres
- (nl) Kerk midden on(e)liners, Averbode, coll. « Christenen in dialoog », 2006, 173 p. (ISBN 90-317-2384-3)
- (nl) De kerk bloost : pleidooi voor een gedurfder beleid, Louvain, Davidfonds, 2008, 188 p. (ISBN 978-90-5826-524-1)
- (en) Nouvelle Théologie ‑ New Theology : Inheritor of Modernism, Precursor of Vatican II, T & T Clark, 3 juin 2010, 240 p. (ISBN 978-0567034106)
- Karim Schelkens et Jürgen Mettepenningen, Godfried Danneels : Biographie, Polis, 22 septembre 2015, 512 p. (ISBN 978-94-6310-023-6)